# Joseph McKenna
Pour les articles homonymes, voir McKenna.
Joseph McKenna, né le 10 août 1843 à Philadelphie (Pennsylvanie et mort le 21 novembre 1926 à Washington (district de Columbia), est un juriste et homme politique américain. Membre du Parti républicain, il est représentant de Californie entre 1885 et 1892, procureur général des États-Unis entre 1897 et 1899 dans l'administration du président William McKinley puis juge de la Cour suprême des États-Unis entre 1898 et 1925.

## Biographie
En janvier 1855 il déménage, avec ses parents, à Benicia en Californie et poursuit son éducation à l'école publique avant d'obtenir un diplôme de droit du Benicia Collegiate Institute en 1865. La même année, il est admis au barreau et commence à exercer le droit à Benicia. Il s'installe à Fairfield dans le comté de Solano en 1866 et continue à pratiquer le droit pendant huit ans. De 1866 à 1868, il est procureur du district de Solano.
Joseph McKenna commence sa carrière politique en devenant membre de l'Assemblée de l'État de Californie de 1875 et 1876. En 1876 et en 1878 il se présente successivement aux élections au Congrès sous l'étiquette du Parti républicain mais il échoue à se faire élire. Cependant il réussit à rentrer à la Chambre des représentants des États-Unis en 4 mars 1885 et il y est constamment réélu jusqu'en 1892, date à laquelle il démissionne. C'est ainsi que le 11 février 1892 il est nommé par le président Benjamin Harrison juge pour la cour d'appel des États-Unis pour le neuvième circuit où il exerce pendant cinq ans. Il démissionne donc en 1897 afin de devenir procureur général des États-Unis dans l'administration McKinley. Il reste en poste jusqu'en 1898, année durant laquelle il démissionne, à nouveau, afin d'accepter une nomination à la Cour suprême des États-Unis en tant que juge assesseur. Le président William McKinley l'avait choisi pour remplacer Stephen Johnson Field. Il sert à la Cour suprême jusqu'en 1925 et il meurt le 21 novembre 1926 à Washington et est enterré au cimetière de Mount Olivet.